# 周家庄乡
周家庄乡位于晋州市中部，西距石家庄市50公里。
周家庄乡1949年创办互助组，1952年建立合作社，1958年成立人民公社，1983年建立农工商合作社。自1952年至今，合作社始终集体统一经营，体制未变。而中华人民共和国其他地区的人民公社在1982年就已经解体。

## 行政区划
周家庄乡下辖以下地区：
一队村、二队村、三队村、四队村、五队村、六队村、七队村、八队村、九队村和十队村。